# Batalla de Beth Horón (66)
La batalla de Beth-Horon fue un enfrentamiento bélico entre el ejército romano y las tropas rebeldes judías que tuvo lugar durante la primera guerra judeo-romana, en el año 66 d. C. La victoria fue de las fuerzas judías que ocasionaron la muerte de 6 000 legionarios pertenecientes principalmente a la Legio XII Fulminata. El gobernador de Siria, Cayo Cestio Galo, que dirigía las fuerzas romanas, logró escapar a Antioquía, sacrificando parte de su ejército y perdiendo gran cantidad de material.

## Desarrollo
Tras la revuelta judía del año 66 que se extendió rápidamente por todo el país, el gobernador de Siria, Cayo Cestio Galo, preparó un ejército para sofocar la rebelión. Las tropas romanas estaban formadas por la Legio XII Fulminata reforzada por seis cohortes, cuatro alas de caballería y tropas auxiliares enviadas por los pueblos aliados. Tras el inicio de la campaña y algunos éxitos parciales, Cayo Cestio Galo no consiguió tomar Jerusalén y decidió retirarse hacia la costa, recibiendo una emboscada del ejército judío en las proximidades de Beth Horon, a 18 km al noroeste de Jerusalén.